# Гуаратінгета
Гуаратінгета (порт. Guaratinguetá) — муніципалітет в Бразилії, входить до складу штату Сан-Паулу. Складова частина мезорегіону Валі-ду-Параїба-Пауліста. Входить до економічно-статистичного мікрорегіону Гуаратінгета. Населення становить 125 012 чоловік (станом на 2007 рік). Займає площу 751,443 км².
День міста — 13 червня.
Місто було засновано 13 червня 1630 року.

## Відомі жителі та уродженці
- Антоніу Галван-ді-Франса (1739–1822) — перший бразильський католицький святий.

## Галерея

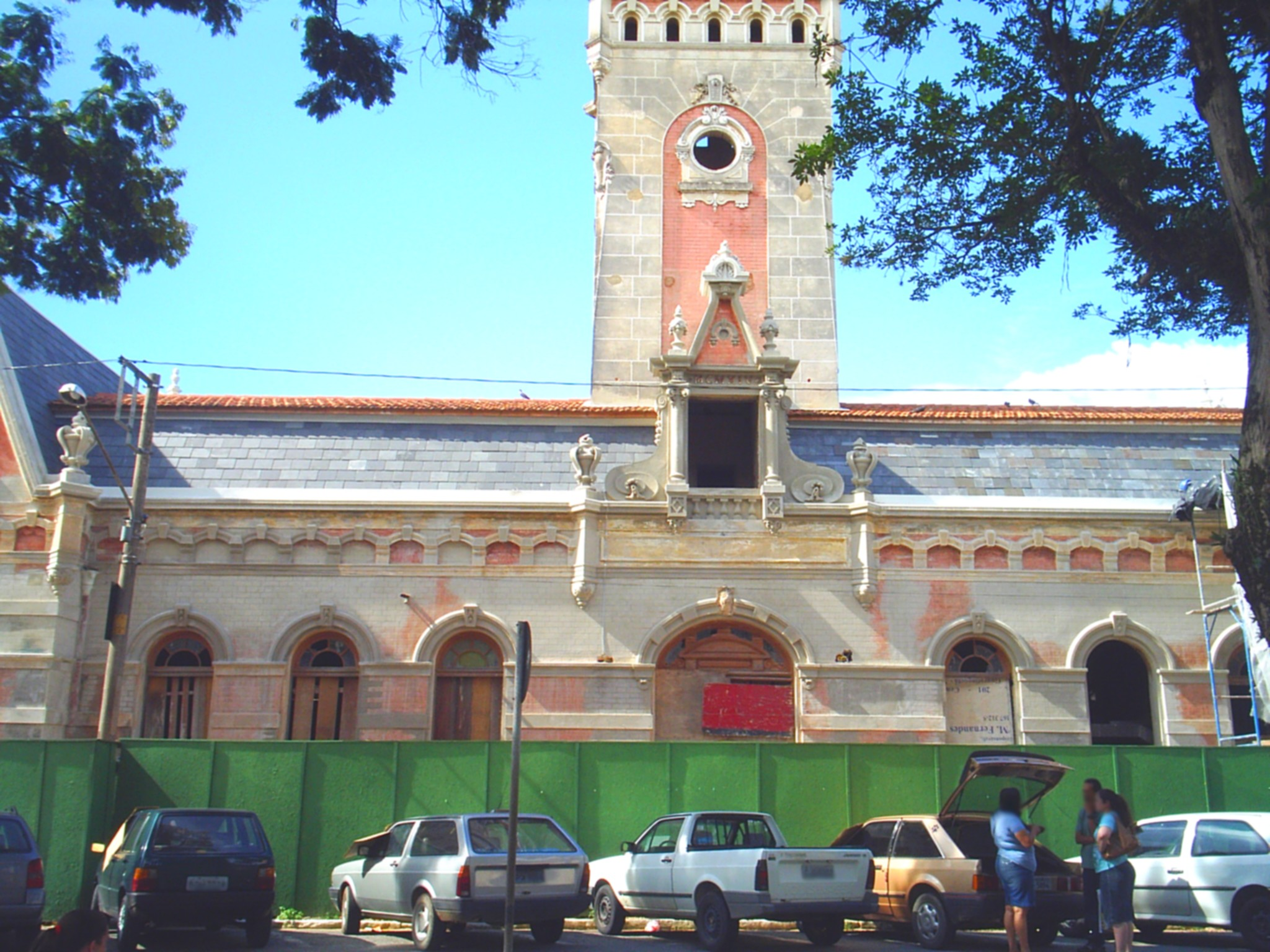
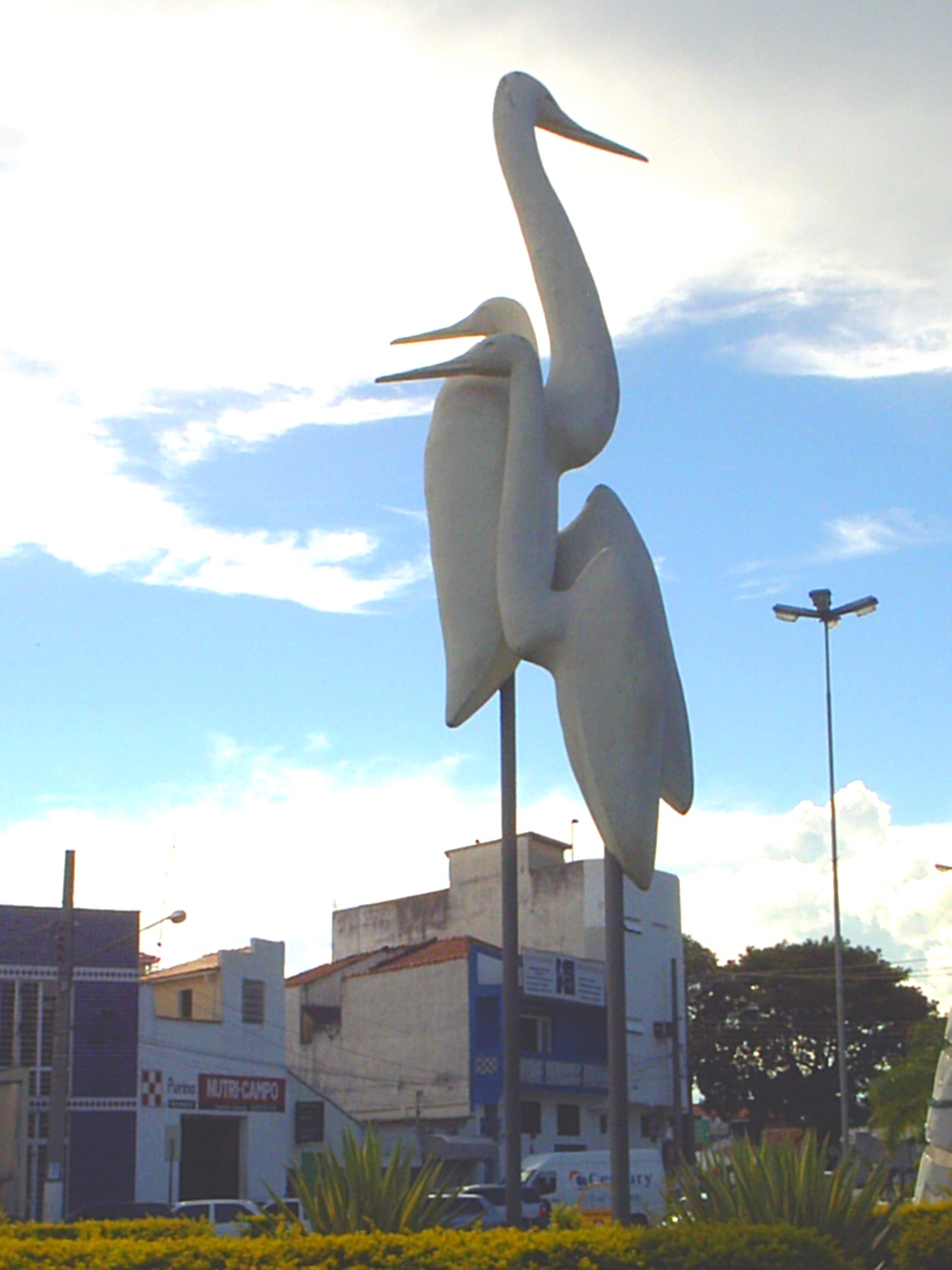
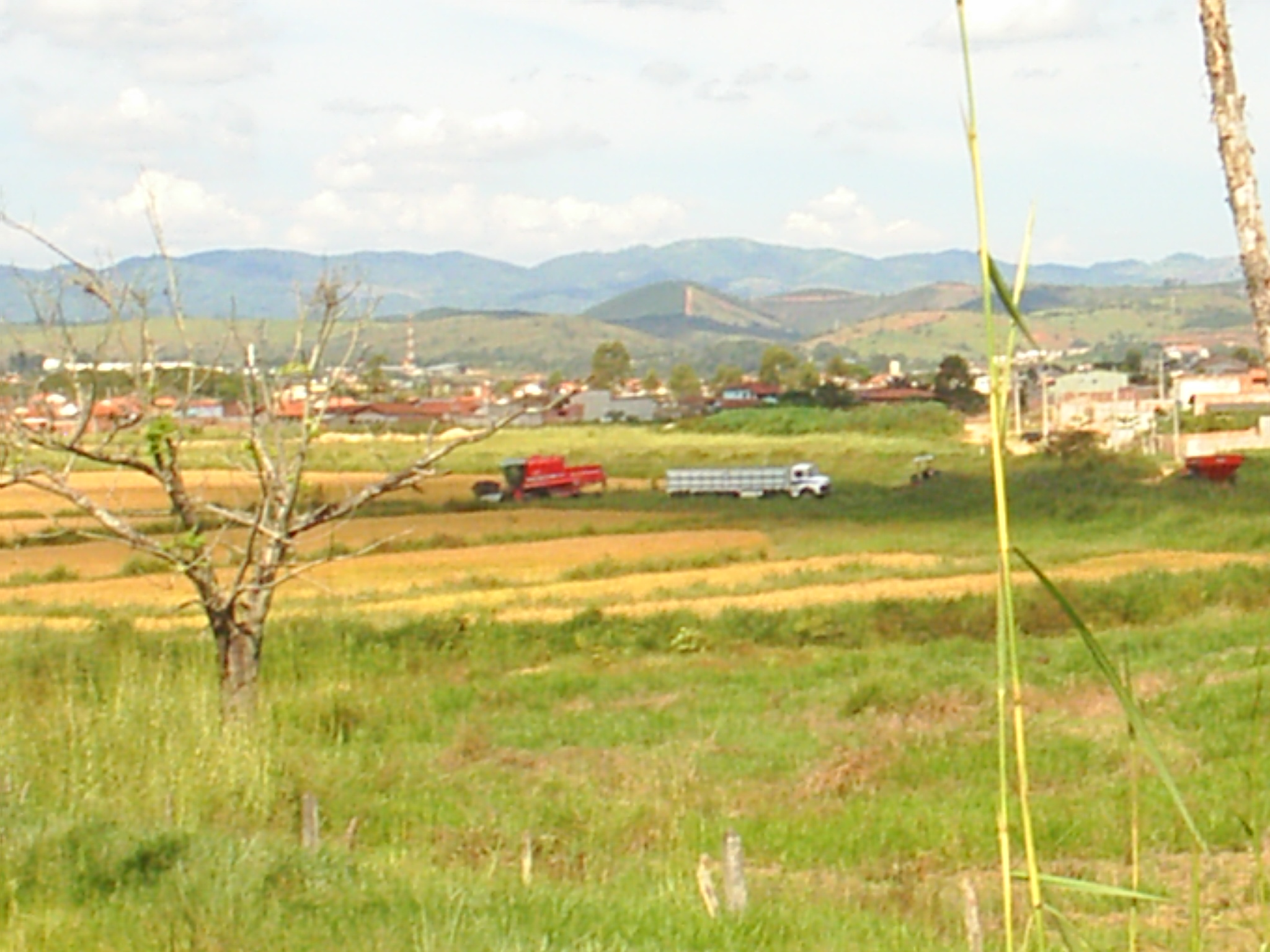
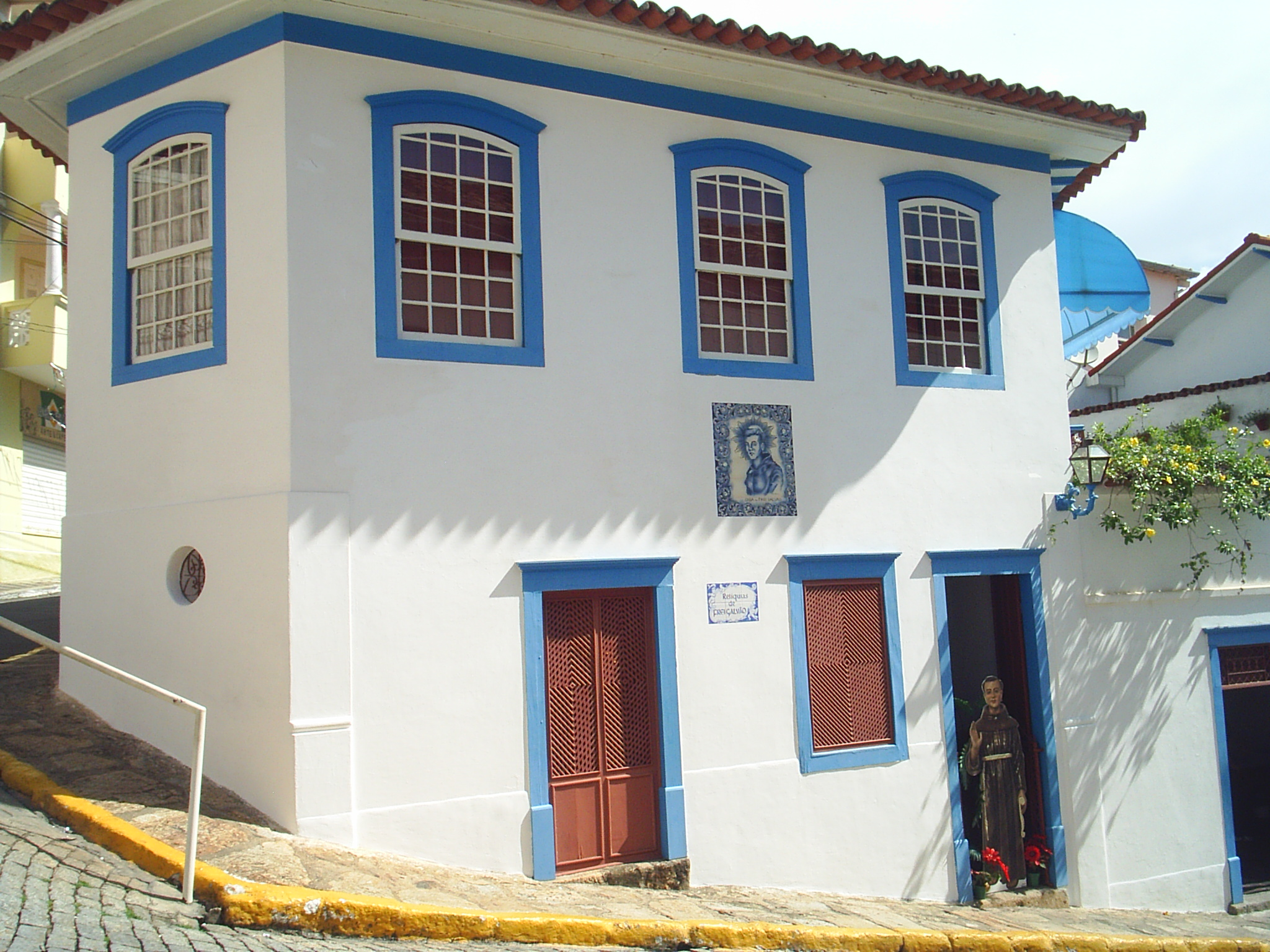
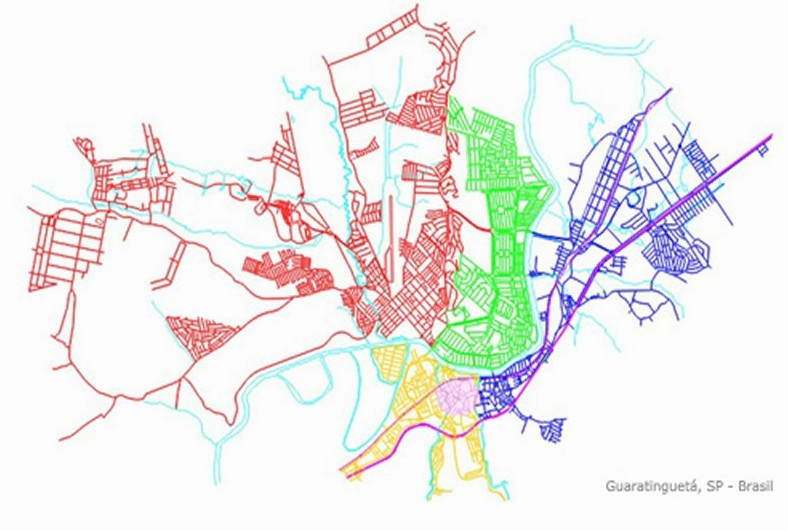
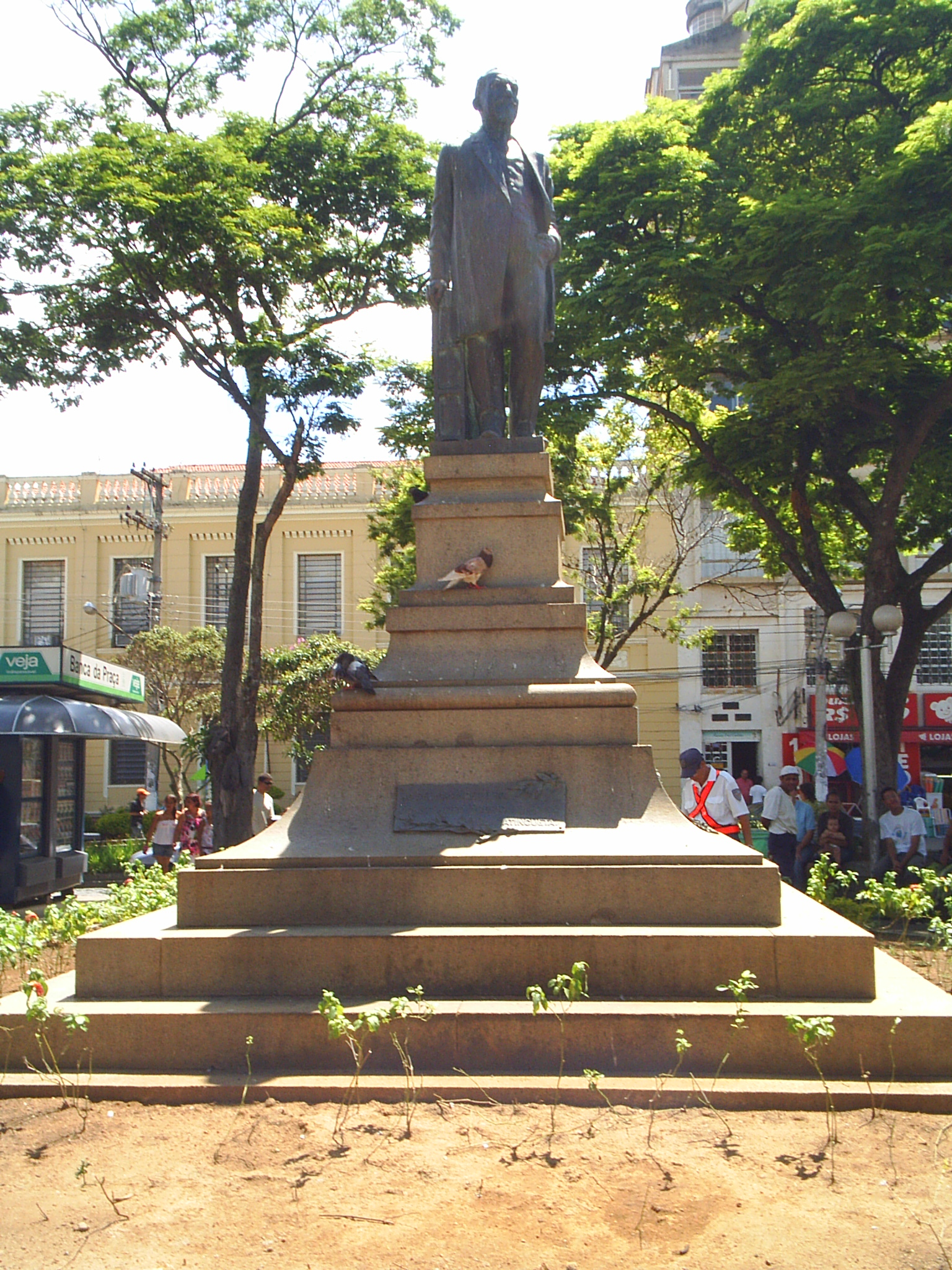
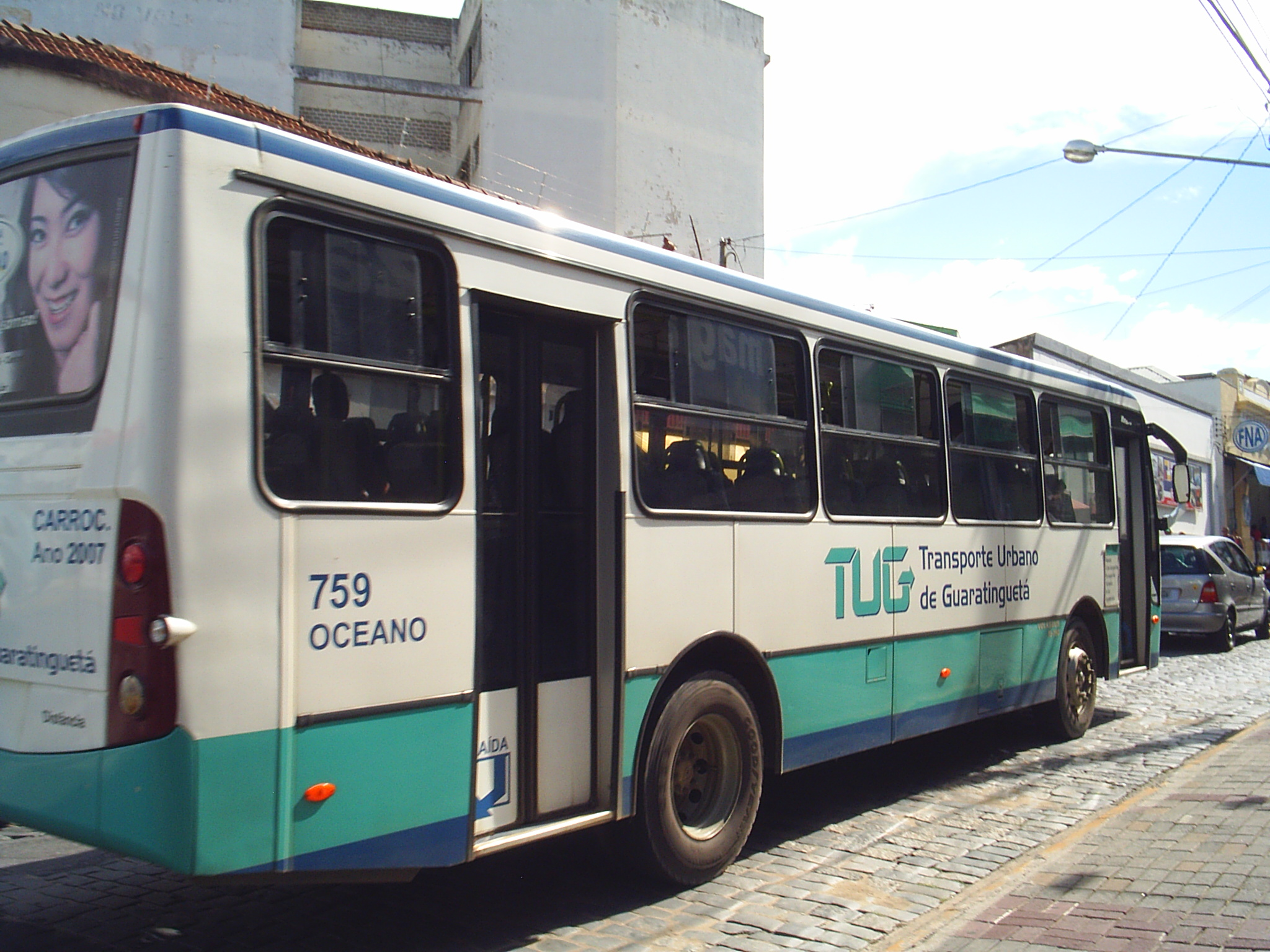
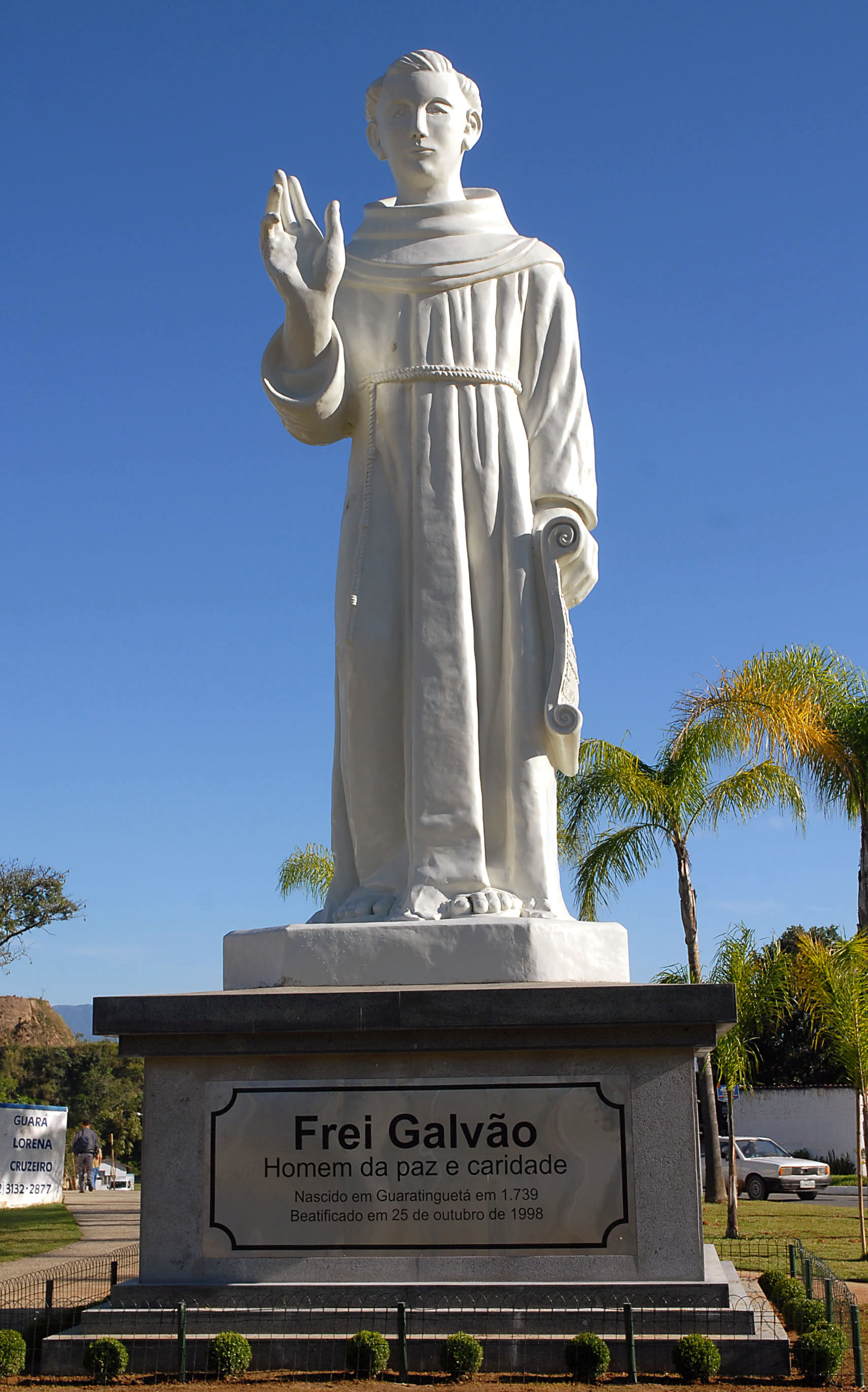
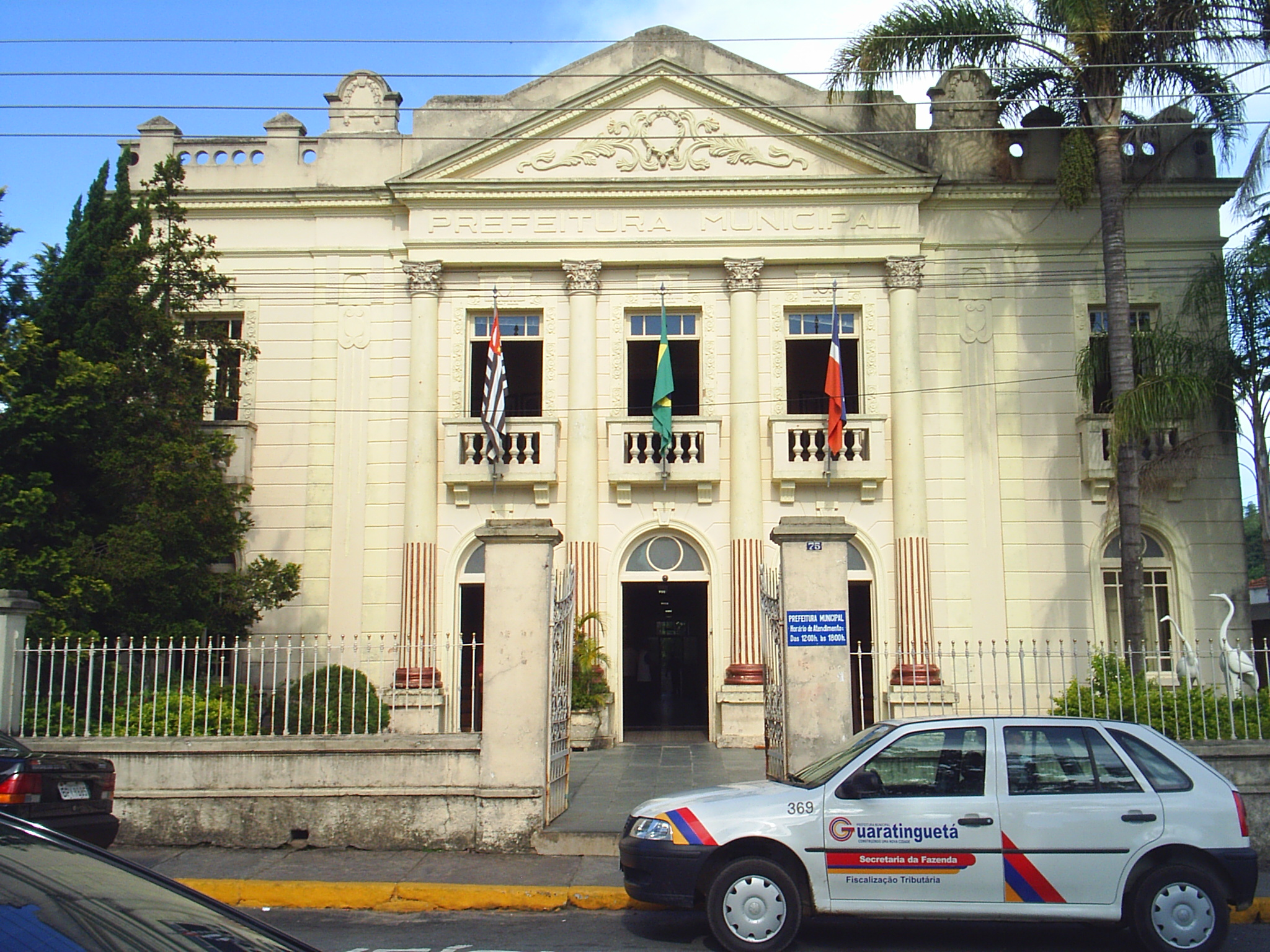
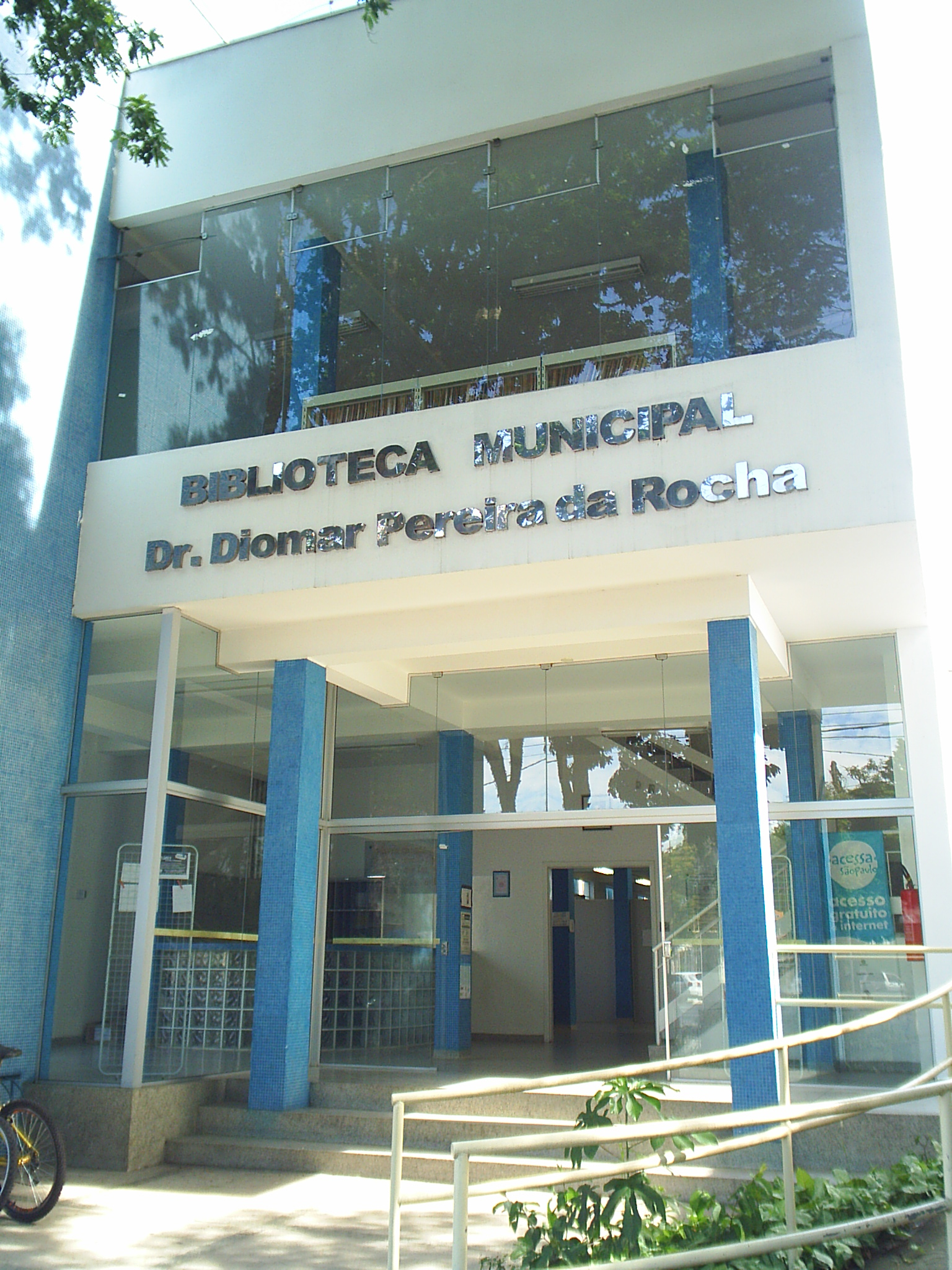
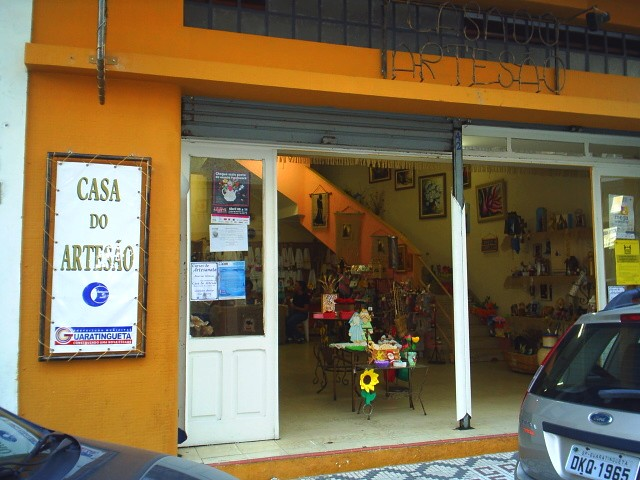
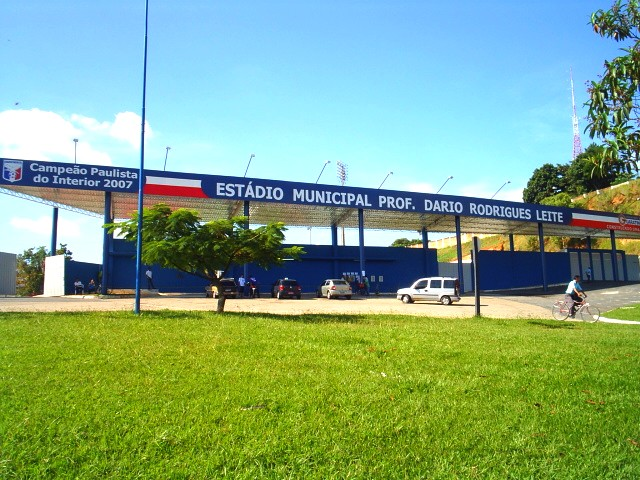
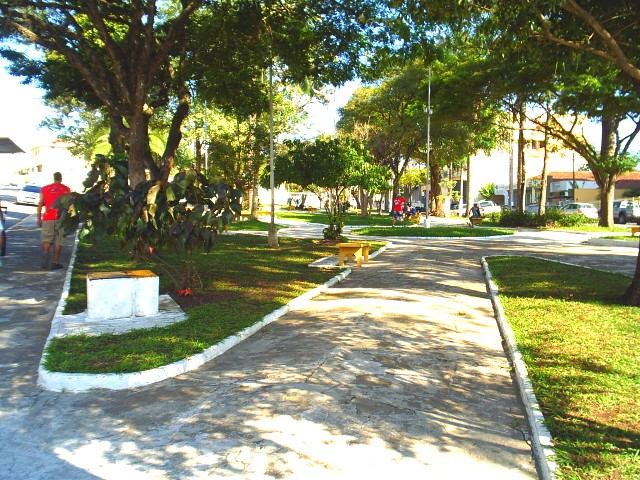
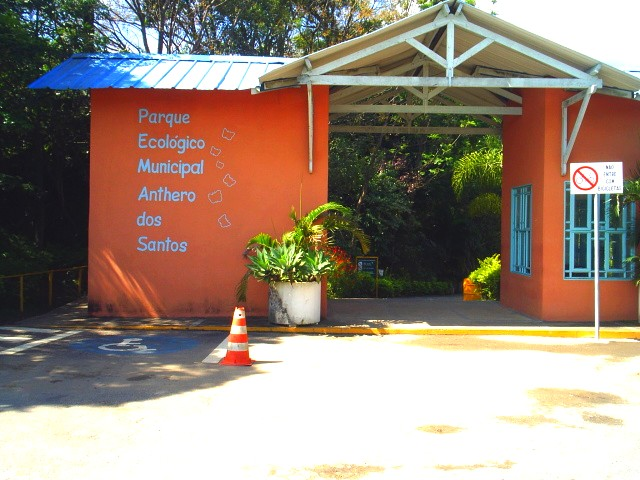
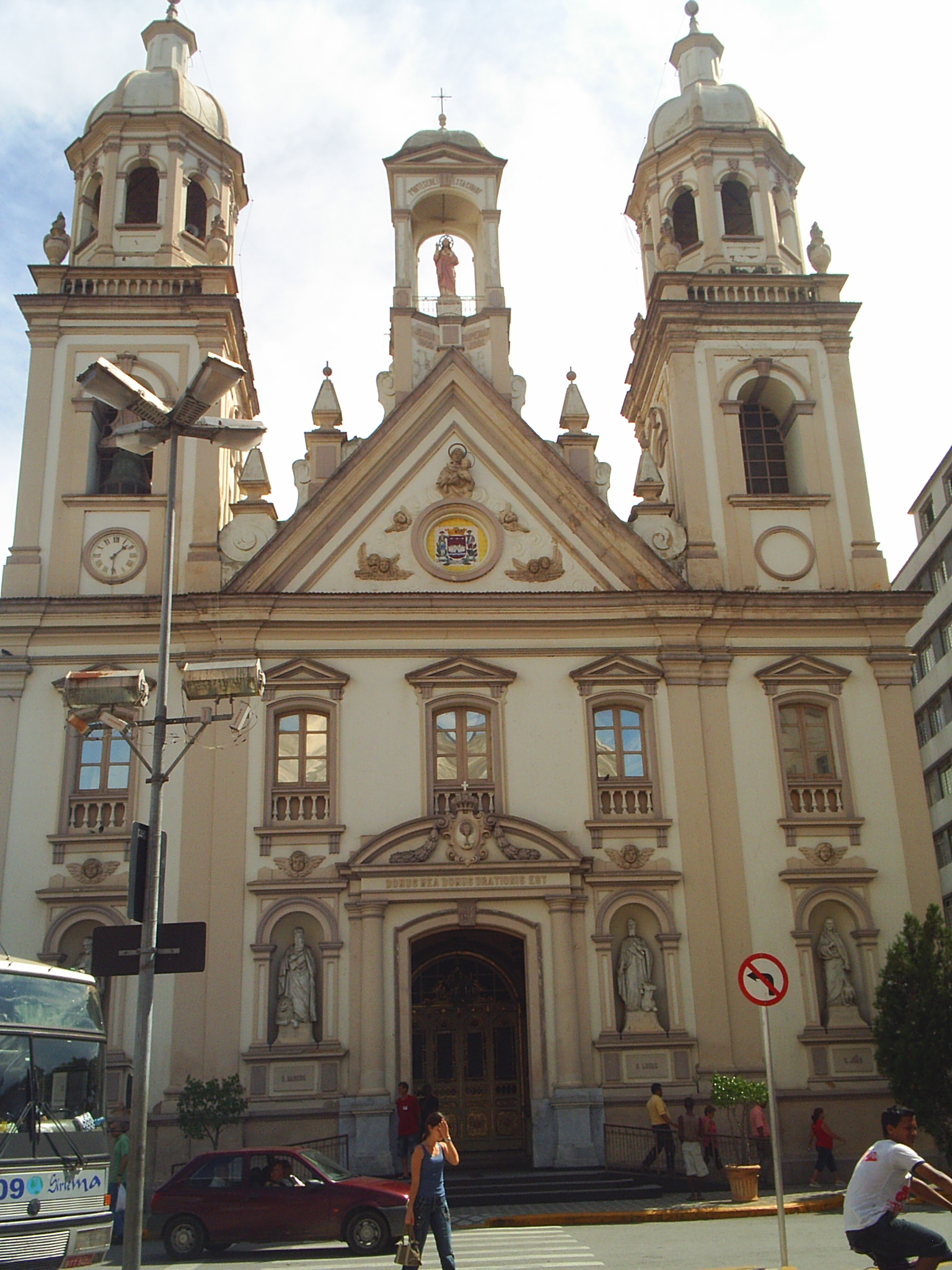
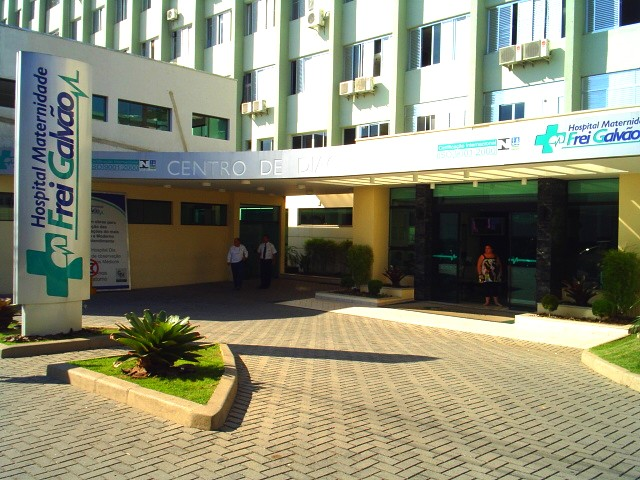
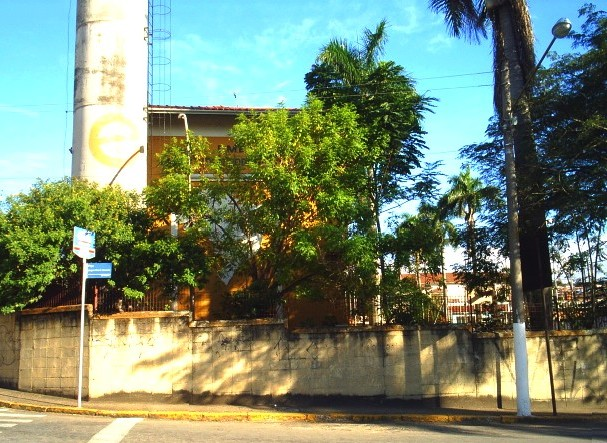
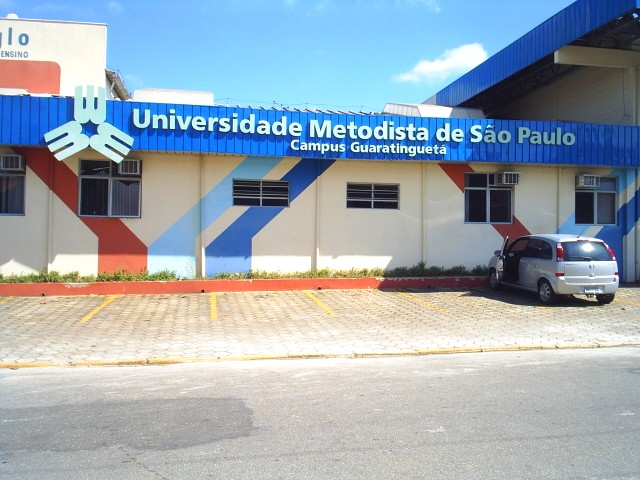
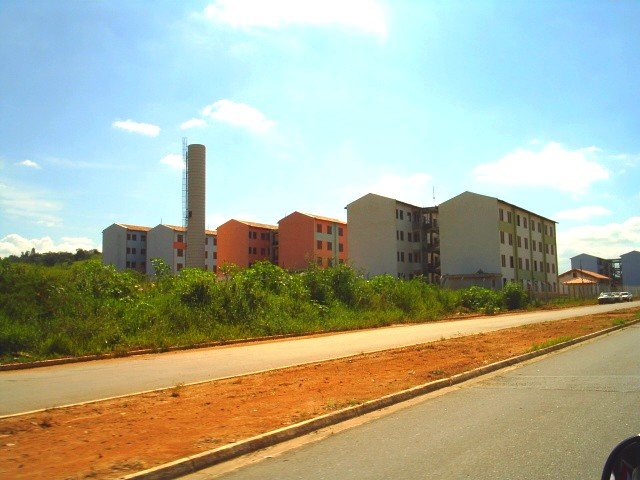
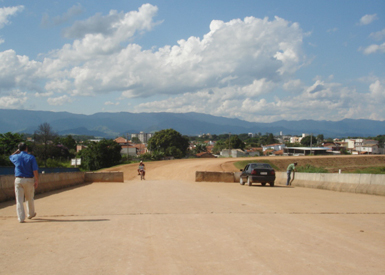
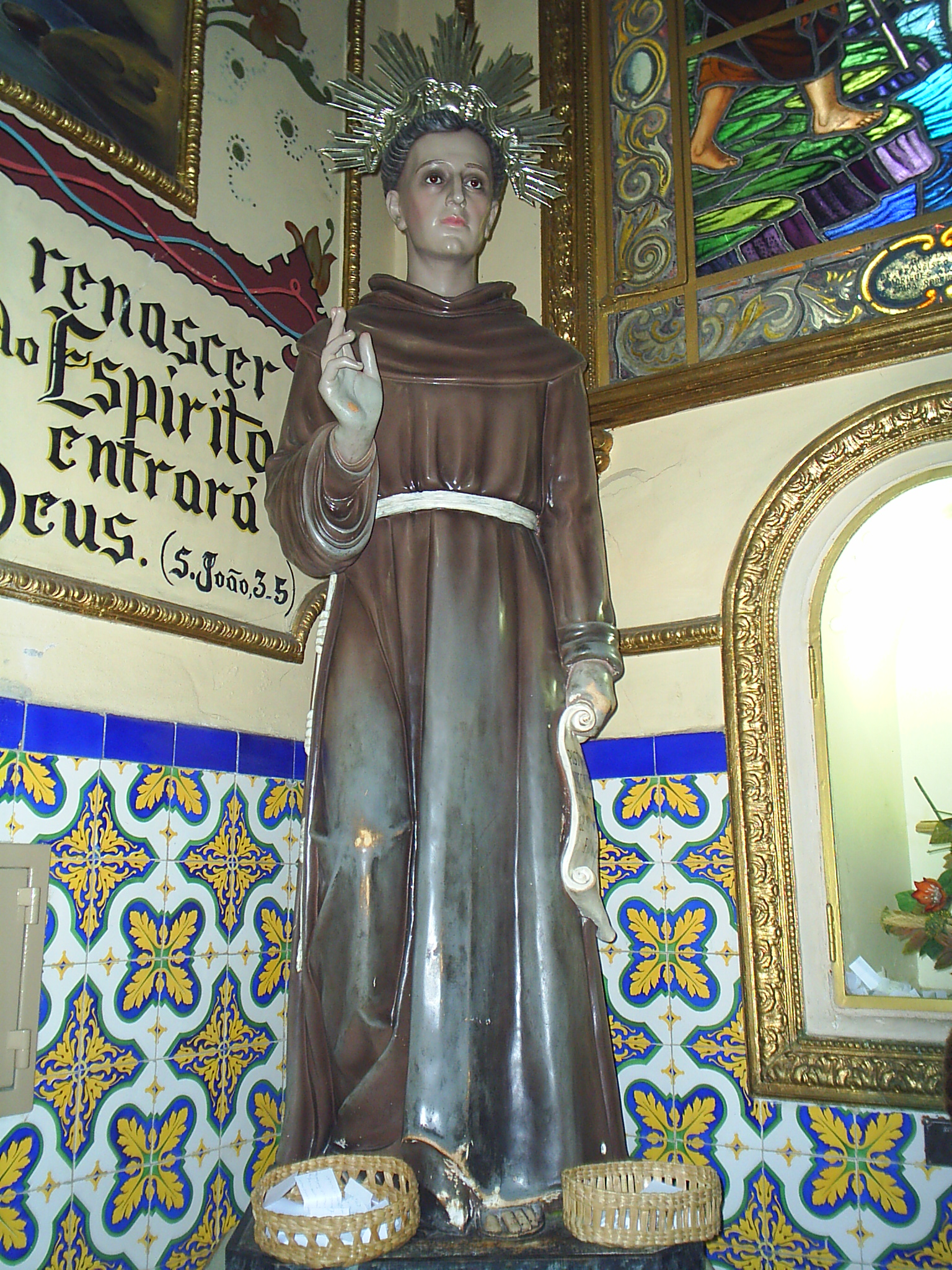
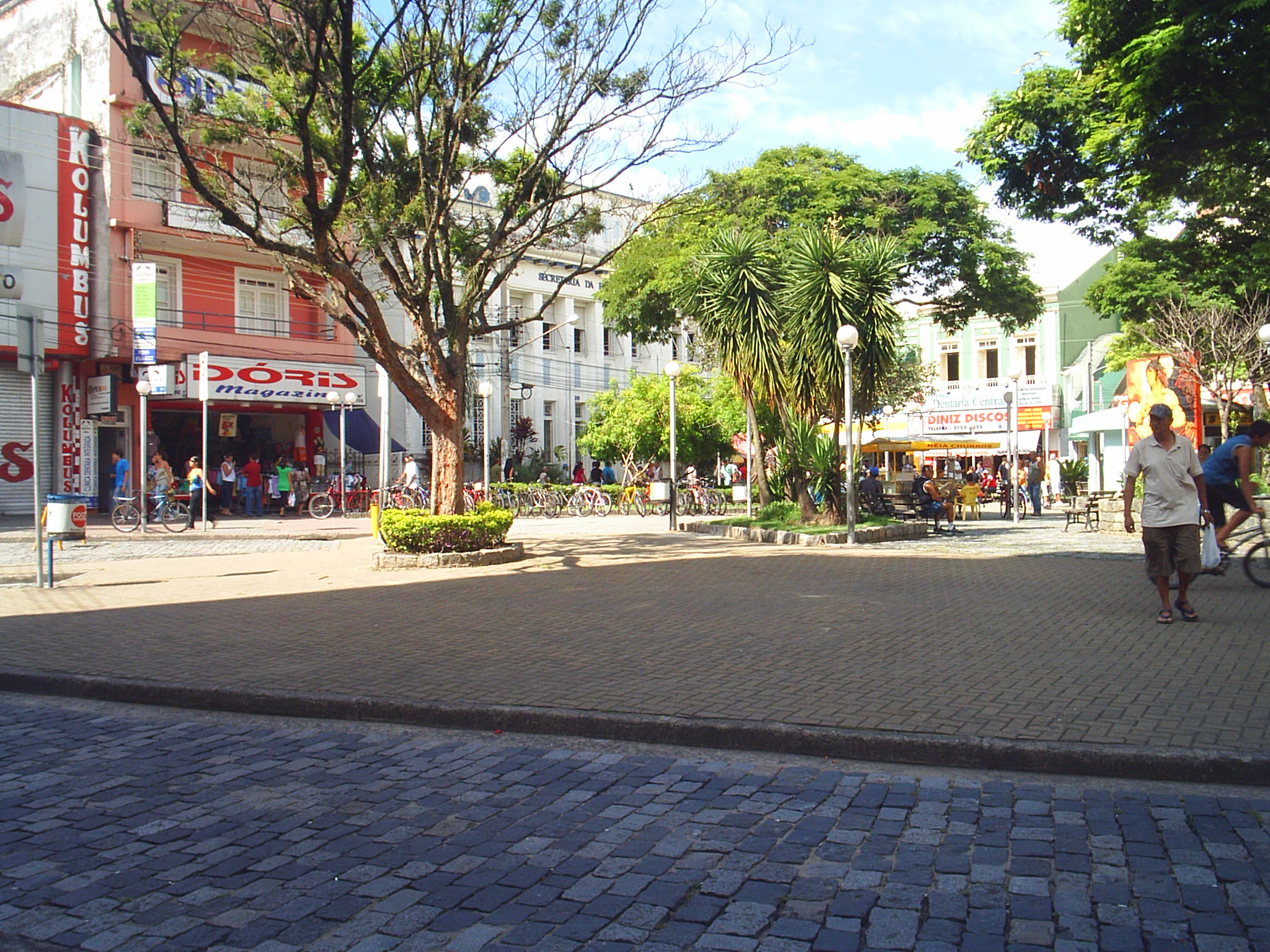
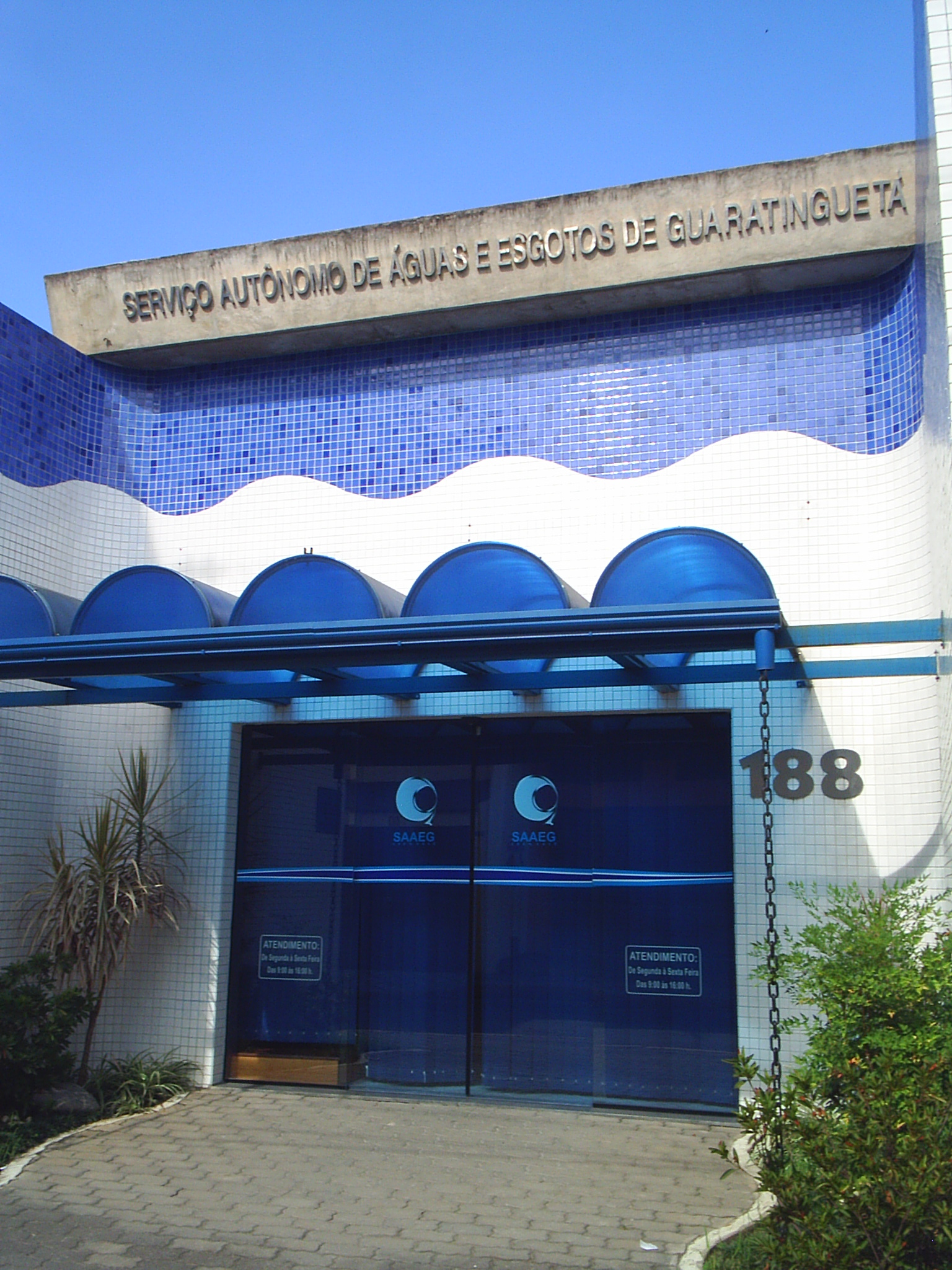
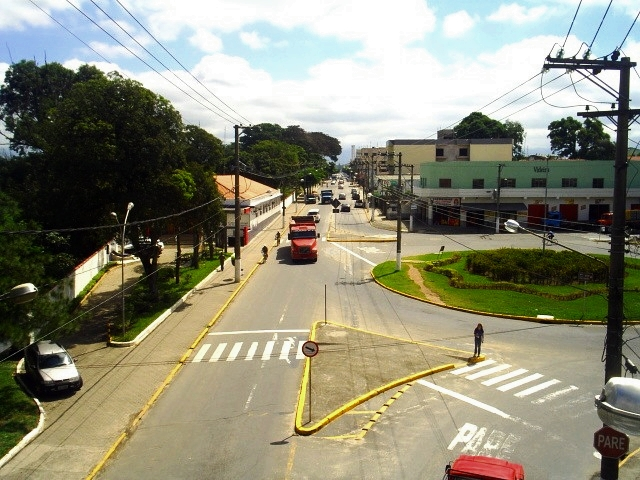
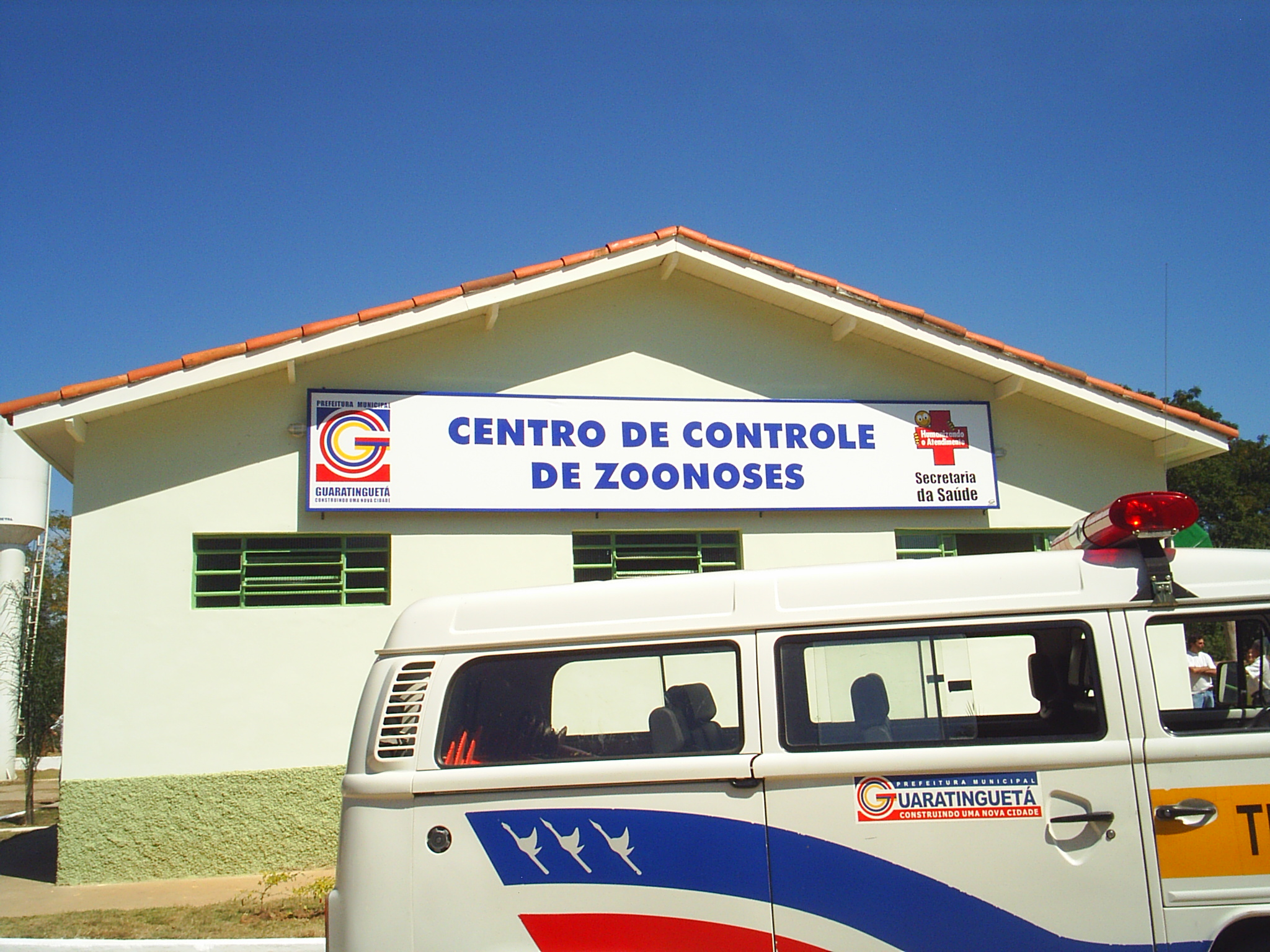
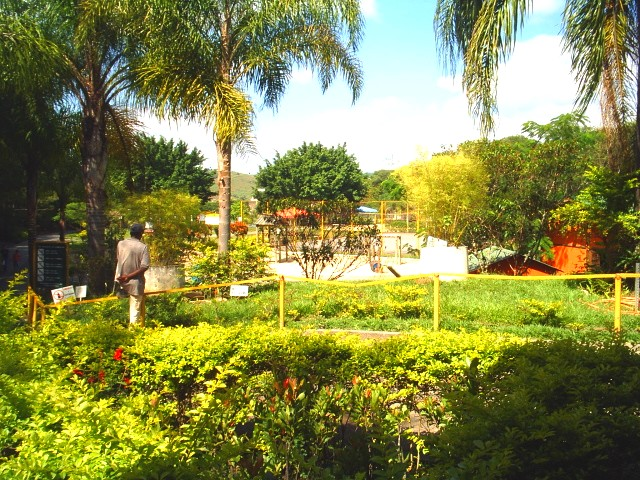
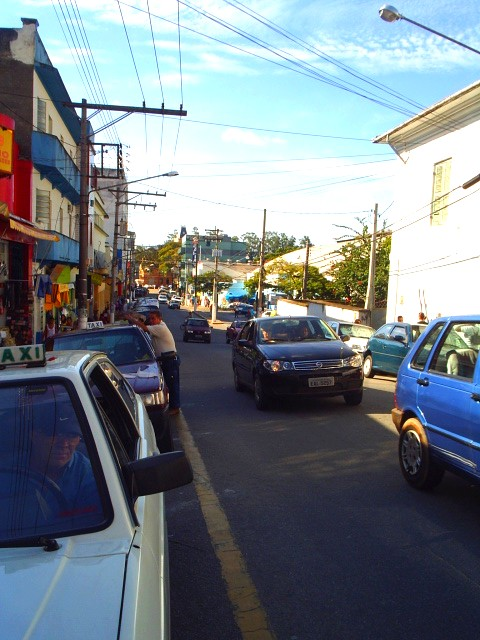
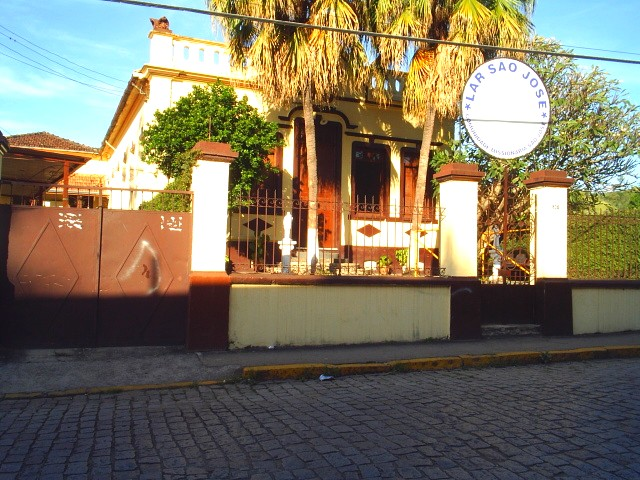
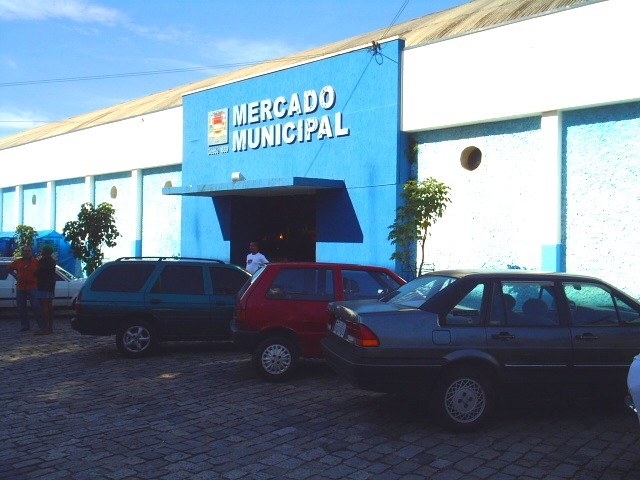

| Бразилія | Це незавершена стаття з географії Бразилії. Ви можете допомогти проєкту, виправивши або дописавши її. |

1. 1 2 3 4 5 6 7 8 9  OpenStreetMap — 2004.